# Operace Wikinger
Operace Wikinger byla operací Kriegsmarine, která byla naplánována jako útok na britské rybářské lodě. K operaci bylo vyčleněno 6 torpédoborců typu 1934 a 1934A. Shodou nedorozumění ale ve stejný den prováděla Luftwaffe bombardování obchodních lodí, přičemž jeden Heinkel He 111, který pilotoval rotmistr Jäger, si svaz spletl s britskými obchodními loděmi, napadl ho, a zničil dva torpédoborce. Operace Wikinger ukázala, že Kriegsmarine a Luftwaffe se nedokáží zkoordinovat, a byla proto přijata opatření, která měla podobným situacím do budoucna zabránit.

## Začátek akce
Německá Kriegsmarine se rozhodla provést operaci Wikinger, útok na britské rybářské lodě. Vzhledem k tomu, že se všude kolem nacistického Německa v roce 1940 rozkládala minová pole, bylo potřeba uvolnit v nich tajné průchody. Německé námořnictvo však mělo jen tři minolovky z první flotily minolovek, zbytek flotily v lednu 1940 zamrzl v ledu Severního moře, a 2. flotila minolovek byla na opravách. Operace Wikinger byla i přes nedostatek minolovek nakonec provedena 22. února 1940. Minolovky vyčistily 11 kilometrů široký průchod, do kterého dopoledne téhož dne vplulo 6 torpédoborců. Velení měl na starosti fregatní kapitán Fritz Berger, který plul na vedoucím torpédoborci Friedrich Eckoldt, za nímž pluly v kýlové brázdě s odstupy 200 metrů mezi sebou torpédoborce Richard Beitzen, Erich Koellner, Theodor Riedel, Max Schultz a Leberecht Maaẞ. Lodě vypluly v deset hodin dopoledne, a zhruba v sedm hodin večer se dostaly do průchodu mezi minami.
V Luftwaffe bylo téhož dne rozhodnuto, že v noci se povede útok proti nepřátelským hladinovým plavidlům, tedy jak proti obchodním, tak i proti válečným lodím. Již odpoledne vzletělo několik Heinkelů 111, ale vrátili se bez jakéhokoliv zničení nepřátelské lodě. V 17:54 vzlétla letka KG 26(opět He 111), aby zkusila štěstí znova. Mezí ní letěl i rotmistr Jäger a jeho pozorovatel desátník Schräpler. Jejich Heinkel se však od letky odklonil a krátce po sedmé hodině spatřil pozorovatel Schräpler stín lodě, o které se domníval, že je obchodní.

## Následný vývoj

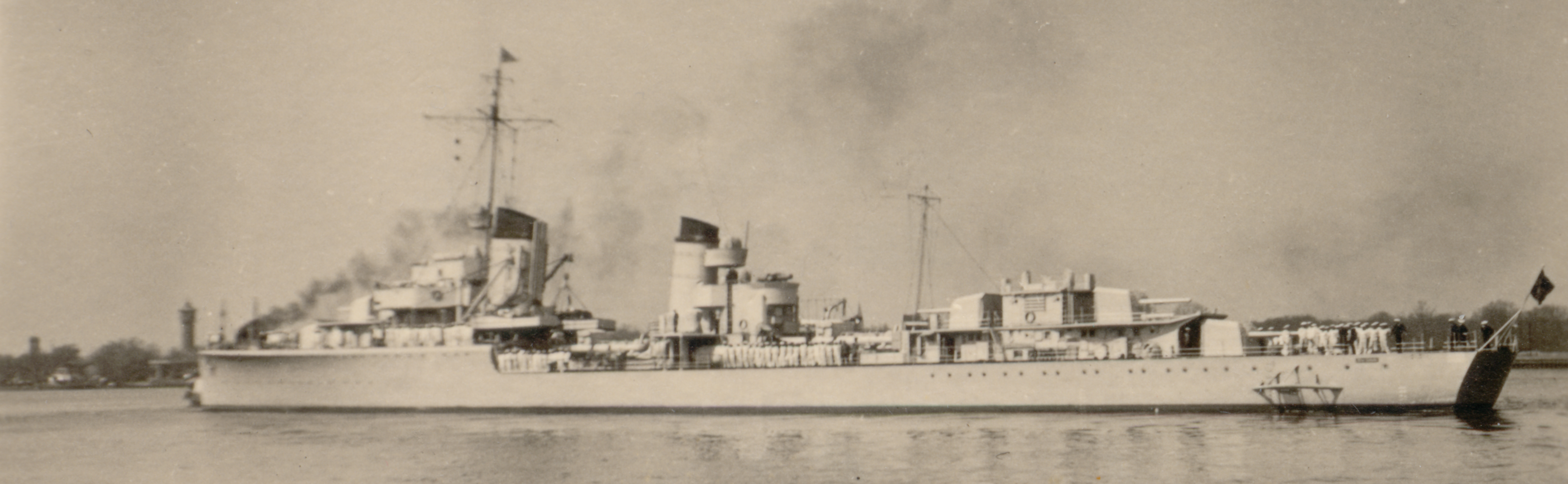
Z 3 Max Schultz

V 19:13 hlídka na můstku Friedricha Eckoldta zaslechla motor letadla. Celý svaz plul rychlostí 25 uzlů. O pár minut později zpozorovala hlídka na můstku téže lodí dvoumotorové letadlo 500 až 800 metrů nad lodí. Ve stejné chvíli lodě zpozorovala i posádka letadla lodě, které pluly ve svazu. Jäger otočil letadlo do protikurzu k lodím a přeletěl je. Fregatní kapitán Berger nařídil snížit rychlost na 17 uzlů, aby nešla tolik vidět brázda za lodí. V 19:21 začal Jäger dělat další oblouk. Berger nařídil vyhlásit letecký poplach, který okamžitě odvysílal svobodník Felix. Jäger nalétl trochu níž, aby mohl lodě identifikovat, ale Richard Beitzen a Erich Koellner zahájili palbu. Na to odpověděl pozorovatel a zároveň střelec Schräpler kulometnou palbou se stopovkami, které měl sloužit jako poznávací znamení. Předposlední loď svazu Max Schultz identifikovala hákový kříž na letadle, na ultrakrátkých vlnách se začaly radisté svazu dohadovat, jestli je letadlo přátelské či nepřátelské. Po krátké chvíli prohlásil fregatní kapitán Berger, že letadlo je nepřátelské. ve stejné chvíli otočil Jäger svého Heinkela a kryt svitem Měsíce začal nalétávat na poslední loď svazu, kterou byl Leberecht Maaẞ. V 19:34 nahlásí Maaẞ:Spatřeno letadlo v černém mraku Měsíce.

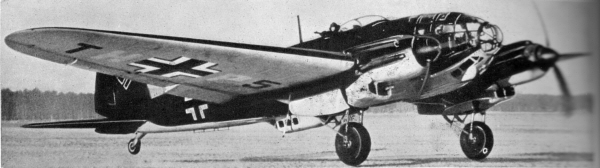
Heinkel He 111

O deset minut později na palubu dopadly dvě bomby, které explodovaly mezi můstkem a komínem. Maaẞ začal vybočovat ze svazu doprava a potápět se. Signalizační lampou loď ohlásila: Mám zásah. Potřebuji pomoc. Berger vydal rozkaz ať jeho loď (Friedrich Eckoldt) připluje k Maaẞu. V 19:45 se připravoval Jäger na další nálet-ani jedna ze stran už nepochybovala že na ně útočí Britové. V 19:46 se obrátily všechny torpédoborce směrem k potápějící se lodi. Berger ale vydává rozkaz, ať stojí dále na svých místech. Za deset minut dopadla na Maaẞ jedna bomba, přičemž posádky zadních kulometů vystřelily ještě vzpurnou palbu. Vzápětí jedna bomba spadla do moře, ale druhá zasáhla loď k druhému komínu. Loď okamžitě začala hořet a naklánět se. Fregatní kapitán Berger byl absolutně zmatený. Přesto v 19:58 vydal rozkaz: Maaẞ se potápí. Spustit čluny. Námořníci začali brzy v ledové vodě umírat. Erich Koellner  už ale přijel k vraku a trosečníky začal vytahovat na palubu. Lodě zahájily záchranné práce, když v tom, v 20:04 se ozval další výbuch a opět začal stoupat oheň. V témže okamžiku Jäger odlétá pryč od vraku Maxe Schultze. Posádka Heinkelu se začala radovat-zničila dvě obchodní lodě! Theodor Riedel okamžitě zahájil plavbu k hořící lodi, ale byl zastaven, protože radista údajně zaslechl zvuky ponorky. Loď vypustila čtyři hlubinné nálože, které ale otřásly jí samotnou a zablokovaly její kormidlo. Loď okamžitě přepnula na ruční pohon a začala odplouvat pryč od domnělé ponorky. Všechny lodě vzápětí začaly hlásit přítomnost ponorky, spouštět hlubinné nálože a kroužit v kruzích. Berger vyslal rádiové hlášení ke všem lodím, aby udaly stav na palubě. Schultz se nehlásil, Berger nevěděl co má dělat. Tonoucí námořníci křičeli o pomoc, kolem údajně kroužila ponorka. Berger se urychleně rozhodl. Nařídil všem lodím pronásledovat ponorku, o které přišly další 4 hlášení. Koellner který zachraňoval trosečníky z Maaẞe, v té chvíli opět zaslechl ponorku. V 20:16 se i tato loď odpoutala od trosečníků, přičemž několik z nich rozdrtila svými šrouby. Koellner odplul od vraku, protože se vydal hledat ponorku. O čtvrt hodiny později zpozoroval věž ponorky. Ve skutečnost to byla jen příď potopeného Maxe Schultze. Posádka se začala dohadovat, vždyť od vraku Maaẞe právě teď odplula! Všechny lodě začaly plout sem a tam-jednu chvíli vyzvedávali trosečníky, poté zas honili fiktivní ponorku. Teprve v této chvíli se dostala na velitelství německého námořnictva zpráva, že letectvo 22. února v noci provede nálet na britské lodě. Admirál Otto Caliax byl přehlcen. Dostal dvě zprávy o potopení torpédoborců a letectvo jej až nyní informovalo, že dnes v noci provedlo útok. Ve 21:05 zmatený Berger vydal radši rozkaz opustit osudné místo, na kterém plavalo 578 mrtvých, zachráněno bylo jen 60 mužů. Lodě dopluly v pořádku do Wilhelmshavenu, kde okamžitě začala zasedat vyšetřovací komise.

## Vyšetřovací komise
Vyšetřovací komise už ani nemusela příliš dohledávat příčiny katastrofy, admirál Otto Caliax ji poskytl podklady už předem. Z těchto podkladů vyšlo najevo, že Luftwaffe i Kriegsmarine věděli o svých samostatných akcích předem, ale neučinili nic pro informování svazu torpédoborců ani letky KG 26. Také vyšlo najevo, že pozorovatel Heinkelu 111 byl poprvé v akci, tudíž rozpoznal lodě chybně. Navíc lodě vypálily samy několik protiletadlových dávek, což piloty i pozorovatele v jejich omylu utvrdilo. Kvůli nesoučinnosti Luftwaffe a Kriegsmarine tak přišlo námořnictvo o dva torpédoborce a 578 mužů, což byly značné ztráty.